# 129 (liczba)
129 (sto dwadzieścia dziewięć) – liczba naturalna następująca po 128 i poprzedzająca 130.

## W matematyce
- 129 jest siódmą liczbą całkowitą Bluma[1]
- 129 jest liczbą wesołą[2]
- 129 jest liczbą szczęśliwą[3]
- 129 jest palindromem liczbowym, czyli może być czytana w obu kierunkach, w pozycyjnym systemie liczbowym o bazie 2 (10000001) oraz bazie 6 (333)
- 129 należy do czterech trójek pitagorejskich (129, 172, 215), (129, 920, 929), (129, 2772, 2775), (129, 8320, 8321).

## W nauce
- liczba atomowa unbiennium (niezsyntetyzowany pierwiastek chemiczny)
- galaktyka NGC 129
- planetoida (129) Antigone
- kometa krótkookresowa 129P/Shoemaker-Levy

## W kalendarzu
129. dniem w roku jest 9 maja (w latach przestępnych jest to 8 maja). Zobacz też co wydarzyło się w roku 129, oraz w roku 129 p.n.e.